# Franz Lakner
Franz Lakner (* 27. April 1900 in Ormož, heute Slowenien; † 7. Juni 1974 in Innsbruck) war ein österreichischer Theologe und Jesuit. Er war von 1962 bis 1970 ordentlicher Professor für Dogmatik an der Universität Innsbruck.

## Leben
Franz Lakner wurde im Jahr 1900 als Sohn des gleichnamigen Steuereinnehmers und Grundbesitzers in Friedau an der Drau, Bezirk Pettau im heutigen Nordosten Sloweniens, damals zur Südsteiermark gehörend, geboren. Seine Mutter war Amalie Lesiak.
Nach seiner Matura  studierte er in Graz und Innsbruck Philosophie. In Innsbruck war er seit 1919 Mitglied der katholischen Studentenverbindung AV Austria Innsbruck, damals im CV, heute im ÖCV. 1922 trat er in das Noviziat der Jesuiten in St. Andrä im Lavanttal ein. Nach der Priesterweihe 1929 wurde er 1932 mit einer Arbeit über Josef Kleutgen promoviert. Er habilitierte sich 1933 über den Philosophen Anton Günther, dessen Werk im 19. Jahrhundert unter Papst Pius IX. in der katholischen Kirche höchst umstritten war und auf Betreiben Josef Kleutgens 1857 auf den Index der verbotenen Bücher gesetzt wurde.
1936–38 lehrte Franz Lakner als Privatdozent Dogmatik in Innsbruck. In Folge des Anschlusses Österreichs an das Deutsche Reich wurde die katholisch-theologische Fakultät in Innsbruck im Juli 1938 behördlich aufgelöst. Im November 1938 wurde auch das Jesuitenkolleg Canisianum geschlossen. Lakner übersiedelte nach Sitten in der Schweiz und führte die Arbeit der Fakultät und des Jesuitenkollegs  im Exil weiter. Nach Kriegsende 1945 wurden sowohl die Katholisch-Theologische Fakultät, als auch das Canisianum wieder errichtet. Lakner wurde Regens des Canisianums und hatte dieses Amt bis 1949 inne. Ab 1946 lehrte er wieder Dogmatik in Innsbruck. Im Jahr 1948 wurde er außerordentlicher Professor, 1962 wurde er neben Karl Rahner ordentlicher Professor. Im selben Jahr wurde er zum Dekan seiner Fakultät gewählt und blieb dies bis zu seiner Wahl zum Rektor der Universität Innsbruck im Studienjahr 1964/65. Papst Paul VI. ernannte ihn 1970, im Jahr seiner Emeritierung an der Universität, zum Mitglied der Internationalen Theologenkommission.
Franz Lakner verstarb im Jahr 1974 und wurde in der Krypta der Jesuitenkirche in Innsbruck beigesetzt.

## Schriften (Auswahl)
- Das Zentralobjekt der Theologie zur Frage um Existenz und Gestalt einer Seelsorgs-Theologie, Innsbruck 1938, OCLC 1068231490.
- Handbüchlein für die monatliche Geisteserneuerung. Bedeutung und Übung. Priestern, Theologen u. Ordensleuten dargeboten, Fribourg 1946, OCLC 72165758.
- Die dogmatische Theologie an der Universität Innsbruck. Zeitschrift für katholische Theologie, 80, 1, Hundert Jahre theologische Fakultät Innsbruck 1857—1957, S. 101–141, 1958.
- Die Litanei vom heiligsten Herzen Jesu, Innsbruck 1960, OCLC 35244533.
- Die Bedeutung der ostkirchlichen Studien für die heutige Theologie. Antrittsrede gehalten anlässlich der Inauguration im Kaiser-Leopold-Saal der Alten Universität zu Innsbruck am 20. November 1965, Innsbruck 1965, OCLC 74688281.